# 1562
1562 (MDLXII) fue un año común comenzado en jueves del calendario juliano.

## Acontecimientos
- 17 de enero: Catalina de Médici promulga en Francia el "edicto de enero" que consagra la libertad de conciencia y la libertad de culto para los protestantes.
- 9 de marzo: en Nápoles (península itálica) se prohíbe besarse en público. Los infractores se enfrentan a la pena de muerte[1]
- 18 de marzo: el duque de Guisa mata a 37 protestantes en la masacre de Wassy. Este hecho desencadenará la Primera Guerra de Religión en Francia.
- 13 de junio: en el sureste del Virreinato del Perú (hoy en Argentina), en las estribaciones de la cordillera de los Andes el capitán Juan Jufré y sus hombres fundan la aldea de San Juan de la Frontera, actual ciudad de San Juan.
- 18 de agosto: en la región de Zacatecas (en el actual México), Alonso López de Lois ―a quien la cancillería del Reino de la Nueva Galicia concedió varias mercedes de tierras en estas latitudes, cuyos documentos de las mismas tienen fecha del año de 1567― funda la aldea de Santa Elena (hoy ciudad de Río Grande),
- 17 de septiembre: en el virreinato de la Nueva Granada (actual Colombia), Andrés Díaz Venero de Leyva es nombrado 1.º Gobernador y capitán general del Nuevo Reino de Granada.
- 18 de noviembre: en España, el rey Felipe II confirma los privilegios a Rabanera del Pinar.
- 2 de diciembre: en España, un terremoto destruye casi por completo la villa de La Vega Vieja.
- 19 de diciembre: en Francia, los católicos derrotan a los protestantes en Dreux durante la Primera Guerra de Religión.
- En la ciudad de París (Francia) se desarrolla un brote de peste.
- En el virreinato de la Nueva España (actual México), los conquistadores españoles inician la construcción de la Catedral de Yucatán.
- En España, la monja Teresa de Jesús comienza las reformas en la orden de las carmelitas.

## Nacimientos
- 25 de noviembre: Félix Lope de Vega, poeta y dramaturgo español (f. 1635).
- Bartolomé Leonardo de Argensola, poeta español.

## Fallecimientos
- 17 de diciembre: Leonor Álvarez de Toledo, aristócrata («gran duquesa consorte de Toscana») española (n. 1519), esposa de Cosme I de Médici.
- 19 de diciembre: Jacques d'Albon de Saint-André, mariscal de Francia (n. 1505).